# Epicrates maurus
La boa tornasol, boa de acero, boa chocolate o boa arco iris colombiana (Epicrates maurus) es una especie terrestre del género Epicrates, de la familia de las boas  en el suborden de las serpientes. Habita en regiones cálidas del sur de América Central y el noroeste de América del Sur. 

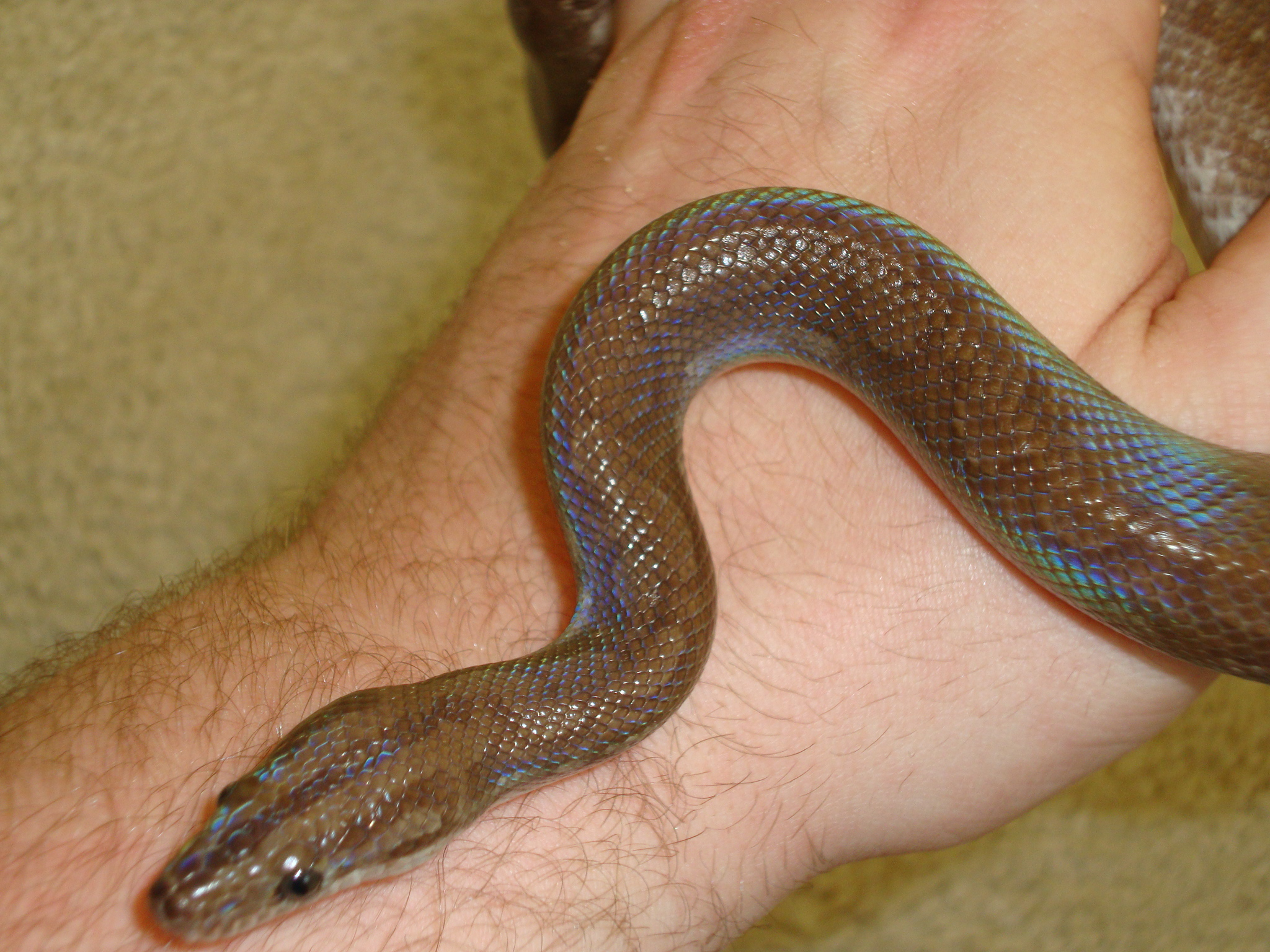
Un juvenil de Epicrates maurus.

## Taxonomía
Durante largo tiempo se creía que el género Epicrates presentaba sólo una especie continental, Epicrates cenchria, distribuida en las porciones continentales de América del Sur y Central, desde Nicaragua a la Argentina además de las islas de Trinidad y Tobago y Margarita. De este modo, este taxón fue clasificado sólo como una de sus subespecies, pero como resultado de una revisión de todos los componentes de este complejo basado en un análisis de la variación morfológica, patrón de color merísticos y caracteres morfométricos, apoyado por otros análisis filogenéticos y de modelos ambientales, fueron reconocidas cinco especies: E. cenchria, E. crassus, E. maurus, E. assisi, y E. alvarezi; por lo que de acuerdo con los modernos arreglos taxonómicos, hoy se la integra en su propia especie.
E. maurus incluye al taxón descrito de la isla de Marajó: E. c. barbouri.
Descripción original
Esta subespecie fue descrita originalmente en el año 1849 por el zoólogo inglés John Edward Gray.
Localidad tipo
La localidad tipo es: "Venezuela" sin localización exacta. El holotipo es el ejemplar: NHM 1946.1.10.40.

## Distribución geográfica y subespecies
Esta especie se distribuye en regiones cálidas del sur de América Central y el noroeste de América del Sur. Lo hace mediante 2 subespecies:
- Epicrates maurus maurus (Gray, 1849) - Habita desde Nicaragua a través de Costa Rica, oeste Panamá, Colombia, hasta el noroeste de Venezuela, en los estados de Mérida y Cojedes.
- Epicrates maurus guyanensis Matz, 2005 - Habita desde el nordeste de Venezuela, las islas de de Margarita y Trinidad y Tobago, Guyana, Surinam, y Guayana Francesa, hasta el norte del Brasil, en los estados de Amapá y Pará.

## Características y hábitos
Esta especie es denominada comúnmente boa arcoíris dado el resplandor multicolor que muestra su cuerpo cuando es exhibido a los rayos del sol.
Su longitud generalmente ronda los 2 m, en el caso de las hembras adultas. Es un animal nocturno de costumbres tímidas. Se alimenta especialmente de pequeños mamíferos; complementa su dieta con aves. Es cazada por su cuero, aunque mayormente se la mata por el temor que generan todas las serpientes, especialmente las grandes. Sufre por los desmontes de su hábitat natural, y la trasformación de su ecosistema en tierras de cultivo o para la ganadería intensiva.